# Hovhannès Chiraz
Pour les articles homonymes, voir Chiraz (homonymie).
Hovhannès Chiraz (en arménien : Հովհաննես Շիրազ ; de son vrai nom Hovhannès (Onig) Tadevosi Karapetyan), né le 27 avril 1914 à Gyumri (alors Alexandropol, Empire russe) et mort le 14 mars 1984 à Erevan, est un poète arménien. Considéré comme l'une des figures majeures de la littérature arménienne moderne, il est l'auteur d'environ quarante recueils de poésie et de traductions.

## Biographie

### Jeunesse et formation
Hovhannès Chiraz naît dans une famille marquée par le génocide arménien. Sa mère, Astghik, devient veuve du génocide peu avant sa naissance. Il grandit dans une pauvreté extrême et, dès l'âge de cinq ans, erre dans les rues avec d'autres enfants orphelins pour vendre de l'eau.
En 1932, il travaille dans une usine textile de Leninakan (aujourd'hui Gyumri) et publie ses premiers poèmes dans les journaux d'usine, signant d'abord sous le pseudonyme Hovhannes Shirag. L'année suivante, il devient enseignant dans le village de Haji Nazar (aujourd'hui Kamo), dans le district d'Akhurian.

### Origine du pseudonyme
Le pseudonyme « Shiraz » lui est attribué par le romancier Atrpet, qui déclare : « Les poèmes de ce jeune homme ont le parfum des roses fraîches et couvertes de rosée, comme les roses de Shiraz », en référence à la ville iranienne de Chiraz, célèbre pour ses roses et ses poètes. Une autre version suggère que son nom de plume dérive de « Shirak azn », signifiant « enfant de Shirak », la région dont il est originaire.

### Formation littéraire
Très jeune il commença à écrire des poèmes. Il a publié son premier recueil La venue du printemps (Garnanamut) en 1935, qui lui apporte une reconnaissance immédiate. En 1937, il entre au département de littérature arménienne de l'université d'État d'Erevan, où il étudie jusqu'en 1941. Il poursuit ensuite sa formation à l'Institut de littérature Maxime-Gorki de Moscou de 1952 à 1954.

## Œuvre littéraire

### Publications principales
Puis suivirent La voix du poète (Banasteghtsi dzaynë) et le Livre des chants (Yergeri girk') en 1942. Il publia ensuite Lyrique en 1946, le Livre à la paix et à l'amour en 1950.
Son œuvre majeure est la trilogie Lyre d'Arménie (Knar Hayastani), dont le premier volume paraît en 1958, suivi des deuxième et troisième volumes en 1965 et 1974. Ces collections rassemblent les meilleurs exemples de sa poésie et sont considérées comme des chefs-d'œuvre de la littérature arménienne.

### Style et thématiques
Chiraz développe un style poétique caractérisé par un vocabulaire riche et une sensibilité particulière, enrichi d'éléments folkloriques et populaires. Ses poèmes traitent principalement de thèmes patriotiques et amoureux, incluant des œuvres célèbres comme « Ani », « Ma Mère », « Que mon amour reste secret », « Siamanto et Khjezare », « Impromptu », « Mon Saint Pays », ou encore « Le Destin des Arméniens ».

### Œuvres censurées
Plusieurs de ses œuvres majeures sont censurées par les autorités soviétiques en raison de leur contenu patriotique arménien.

#### Le Dante arménien
Son chef-d'œuvre Le Dante arménien, poème de plus de 8 000 vers sur le génocide arménien, est écrit dès 1941. Seuls de courts extraits sont publiés en Arménie soviétique de son vivant, tandis que quelques chapitres paraissent à Beyrouth et Téhéran. L'œuvre complète n'est publiée qu'en 1990 à Erevan, six ans après sa mort.

#### Le poème «Ani»
Son poème « Ani », consacré à l'ancienne capitale de l'royaume d'Arménie, écrit en 1950, connaît le même sort : publié par extraits dans la diaspora, il ne paraît dans son intégralité qu'en 2012.

### Diffusion et traductions
Malgré la censure, ses œuvres connaissent un succès considérable. Le tirage de ses livres dépasse le demi-million d'exemplaires et ses poèmes sont traduits en 58 langues. Ses œuvres sont connues dans toute l'ancienne URSS, traduites notamment par Arseny Tarkovsky et Nikolay Aseev.

## Vie personnelle
Il fut marié avec la poétesse Sylva Kapoutikian : ils sont les parents du sculpteur Ara Chiraz (1941-2014). Il a eu sept enfants avec sa seconde femme Shushanik Shiraz (Aristakesyan, 1937-2006) dont le poète Sipan Chiraz (1967-1997).
Chiraz était réputé pour son sens de l'humour. En 1963, l'écrivain américain John Steinbeck lui rend visite dans son appartement d'Erevan et écrit par la suite : « Les hommes sont le plus proches quand ils rient ensemble. Et je me souviens qu'à Erevan nous avons beaucoup ri ensemble ».

## Engagement et résistance
Chiraz maintient une position critique envers le régime soviétique tout au long de sa vie. Il refuse de voyager à l'étranger, mais de nombreux poèmes inédits sont clandestinement transmis à l'étranger et publiés dans la presse de la diaspora arménienne.
En 1974, lorsque le critique littéraire Suren Aghababyan lui annonce l'attribution de l'Ordre de Lénine, Chiraz répond : « Et qu'est-ce qu'ils [le gouvernement soviétique] veulent en échange ? Acheter mon silence ? »

## Distinctions
- Ordre de Lénine (1974)
- Prix d'État de l'Arménie soviétique (1975)
- Prix Hovhannes Tumanyan (1982)

## Reconnaissance et héritage
L'influence de Chiraz sur la littérature arménienne est largement reconnue. Selon le poète Paruyr Sevak, « La poésie arménienne moderne s'est élevée sur la crête de Shiraz ». L'écrivain américain William Saroyan déclare : « Shiraz est un grand talent, nous devrions être fiers et considérer comme un grand honneur de le connaître personnellement ». Le poète russe Evgueni Evtouchenko lui rend également hommage en affirmant que Chiraz construit ses poèmes avec du « tuf arménien d'émotions ».
En 2014, la Banque centrale d'Arménie émet une pièce commémorative en argent de 10 000 drams pour le centenaire de sa naissance.

### Lieux de mémoire
Le Musée-Maison Hovhannès Chiraz est situé rue Varpetats à Gyumri, dans un bâtiment du XIXe siècle construit en 1886. La maison lui est offerte par les autorités arméniennes soviétiques en juillet 1983 et devient officiellement un musée en 2003. L'école n°169 d'Erevan et une rue de Julfa à Ispahan portent son nom.

## Traductions
- Sept poèmes dans Rouben Mélik (dir.), La poésie arménienne : anthologie des origines à nos jours, Les Éditeurs français réunis, 1973 (épuisé).

## Poème célèbre
« Nous étions en paix comme nos montagnes

Vous êtes venus comme des vents fous.

Nous avons fait front comme nos montagnes

Vous avez hurlé comme les vents fous.

Éternels nous sommes comme nos montagnes

Et vous passerez comme des vents fous. »

— « Impromptu » de Hovhannès Chiraz.